# Chengzihe (socken)
Chengzihe (kinesiska: 承紫河, 承紫河乡) är en socken i Kina. Den ligger i provinsen Heilongjiang, i den nordöstra delen av landet, omkring 450 kilometer öster om provinshuvudstaden Harbin. Antalet invånare är 6 572. Befolkningen består av 3 193 kvinnor och 3 379 män. Barn under 15 år utgör 15,0 %, vuxna 15-64 år 77 %, och äldre över 65 år 6,0 %.
Genomsnittlig årsnederbörd är 865 millimeter. Den regnigaste månaden är juli, med i genomsnitt 174 mm nederbörd, och den torraste är januari, med 8 mm nederbörd.